# 天主教維維耶教區
天主教維維耶教區（拉丁語：Dioecesis Vivariensis）是法國一個羅馬天主教教區，屬里昂總教區。
教區傳統上被認為成立於4世紀，第一位有文獻記載的主教出現於517年。1801年按1801年教務專約撤銷，1822年10月6日恢復。
教區位於阿爾代什省，2010年有教友281,220人（佔轄區總人口88.9%）、廿四個堂區、139名司鐸。現任教區主教為方濟·布隆戴爾。